# Laura Milani
Laura Milani, född 30 september 1984, är en italiensk roddare. 
Milani tävlade för Italien vid olympiska sommarspelen 2016 i Rio de Janeiro, där hon tillsammans med Valentina Rodini slutade på 13:e plats i lättvikts-dubbelsculler.